# Fundação das Pioneiras Sociais
A Fundação das Pioneiras Sociais foi uma instituição assistencial brasileira criada com o objetivo de prestar serviços sociais e de saúde à população. A entidade foi instituída oficialmente pelo Decreto nº 39.865, de 29 de agosto de 1956, assinado pelo então presidente da República, Juscelino Kubitschek de Oliveira. Sua criação teve como idealizadora a primeira-dama Sarah Kubitschek, conhecida pelo engajamento em causas sociais e pela atuação na promoção do bem-estar de comunidades carentes.
A fundação teve papel relevante na expansão de serviços de assistência médica e social, especialmente durante o governo de Juscelino Kubitschek, sendo responsável por diversas iniciativas voltadas à população de baixa renda.

## Antecedentes

### Voluntárias Sociais
Em 1951, com a posse de Juscelino Kubitschek como governador de Minas Gerais, sua esposa, Sarah Kubitschek, assumiu o papel de primeira-dama do estado. Naquele mesmo ano, foi convidada pela então primeira-dama do Brasil, Darcy Vargas, a integrar a Legião Brasileira de Assistência (LBA) como presidente da Comissão Estadual em Minas Gerais, conforme tradição que convocava todas as primeiras-damas estaduais para liderar as seções regionais da entidade.
Apesar do envolvimento com a LBA, Sarah Kubitschek iniciou, de forma paralela, uma mobilização independente voltada à assistência social. Reuniu um grupo de senhoras da elite mineira com o objetivo de arrecadar doações e prestar auxílio a famílias em situação de vulnerabilidade. As reuniões ocorriam no Palácio da Liberdade, sede do governo estadual, onde o grupo passou a dedicar-se a atividades de apoio a crianças, gestantes e mães em dificuldade. Essa iniciativa resultou, em outubro de 1951, na criação do movimento das Voluntárias Sociais, marco inicial do engajamento social que mais tarde inspiraria a criação da Fundação das Pioneiras Sociais.

## A fundação

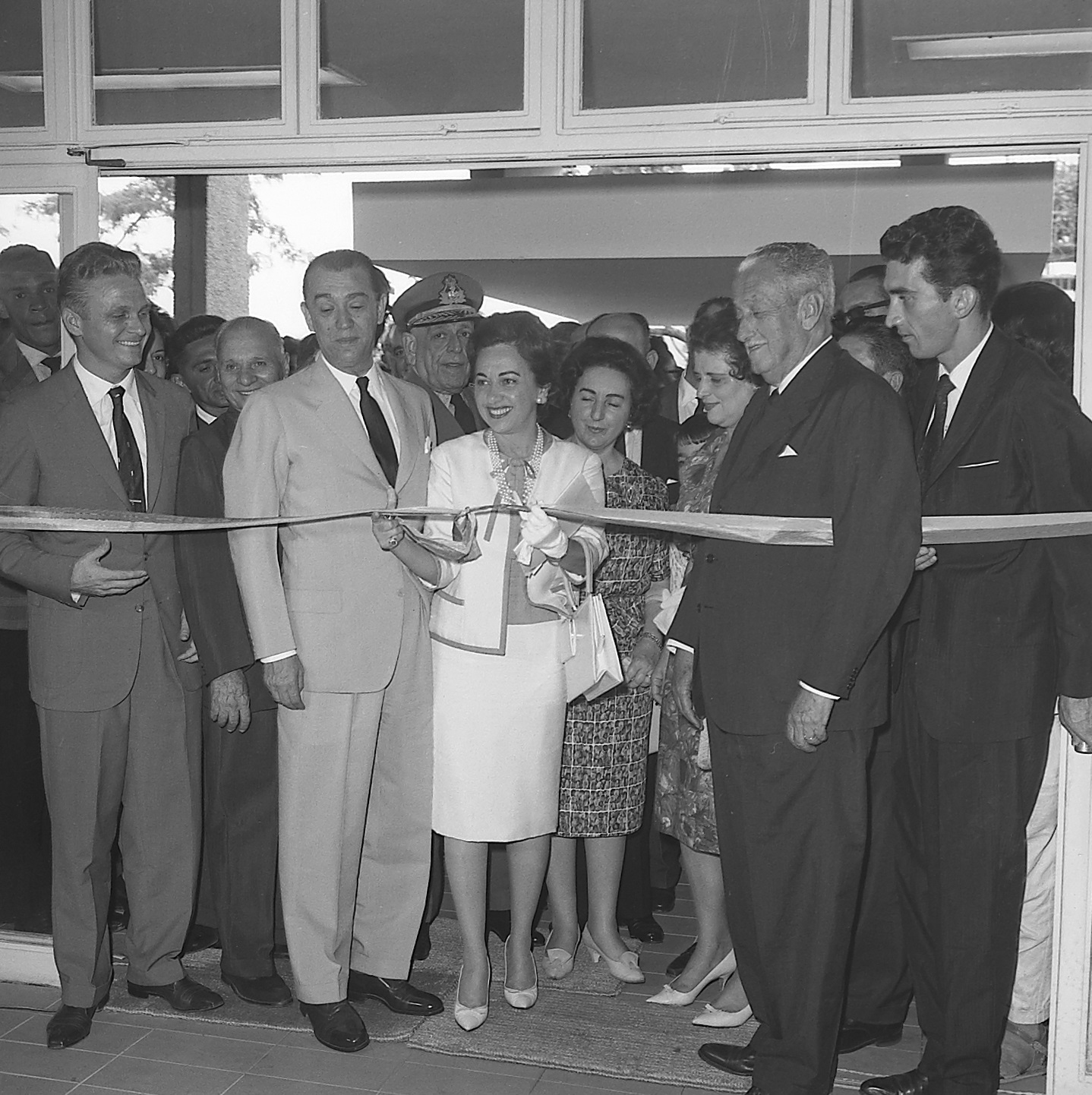
Presidente Juscelino Kubitschek inaugura o Hospital de Recuperação da Fundação das Pioneiras Sociais (Arquivo Nacional)

Com a posse de Juscelino Kubitschek na Presidência da República em 1956, sua esposa, Sarah Kubitschek, então primeira-dama do Brasil, deu continuidade e amplitude às iniciativas assistenciais que havia iniciado em Minas Gerais. Nesse contexto, estruturou oficialmente a Fundação das Pioneiras Sociais, com o propósito de oferecer apoio direto a crianças, mães, gestantes e famílias em situação de vulnerabilidade social.
A entidade foi instituída em 22 de março de 1956 e teve como principal inovação a centralização de esforços assistenciais sob uma organização independente, voltada à prestação de serviços nas áreas de saúde, educação e promoção social. Com a projeção nacional alcançada após a posse de Juscelino, a fundação passou a dispor de recursos significativos, provenientes do Governo Federal, além de doações oriundas de setores do comércio, da indústria e de particulares interessados em apoiar a causa.

### Principais ações
A Fundação das Pioneiras Sociais teve como foco prioritário a ampliação da assistência médica e educacional à população de baixa renda. Entre as principais iniciativas realizadas ao longo de sua atuação destacam-se:
- Instalação de ambulatórios médicos para atendimento gratuito;
- Criação de hospitais volantes, que percorriam regiões carentes do país;
- Implantação de lactários e centros de apoio à nutrição infantil;
- Fundações de centros de recuperação motora e espaços de reabilitação física;
- Promoção de atividades de recreação infantil e suporte psicossocial para crianças;
- Organização de cursos de artes domésticas, voltados à capacitação de mulheres para o mercado de trabalho.

Em 29 de agosto de 1956, a fundação foi oficialmente reconhecida como entidade de utilidade pública por meio do Decreto nº 39.865, conferindo-lhe personalidade jurídica própria, natureza sem fins lucrativos e autonomia administrativa.

## Centro de Pesquisa Luiza Gomes de Lemos
A criação do Centro de Pesquisa Luiza Gomes de Lemos foi diretamente motivada por um episódio marcante na vida pessoal da então primeira-dama do Brasil, Sarah Kubitschek. Em 1956, ano em que se instituía oficialmente a Fundação das Pioneiras Sociais, faleceu sua mãe, Luiza Gomes de Lemos, vítima de um câncer ginecológico. Profundamente impactado pela perda, o presidente Juscelino Kubitschek manifestou o desejo de que a tragédia familiar pudesse gerar frutos positivos para a saúde pública no país. Para isso, incumbiu o médico Arthur Campos da Paz, figura de destaque na medicina brasileira, da elaboração de um projeto que contribuísse para o enfrentamento do câncer no Brasil, especialmente o câncer que acometia a saúde feminina. 
A proposta apresentada por Campos da Paz não se restringiu à construção de um hospital de cancerologia, como inicialmente solicitado, mas propôs a criação de uma unidade de vanguarda, voltada não apenas ao tratamento, mas à pesquisa científica, capacitação profissional e, principalmente, à prevenção e diagnóstico precoce de doenças oncológicas em mulheres. Assim nasceu, em 1957, o Centro de Pesquisa Luiza Gomes de Lemos, vinculado à Fundação das Pioneiras Sociais e sediado no Rio de Janeiro, então capital federal. 
O centro foi pioneiro em promover o acesso sistemático de mulheres aos exames preventivos, em especial o exame de Papanicolaou, em uma época em que grande parte da população feminina, sobretudo a de baixa renda, não tinha qualquer histórico de acompanhamento ginecológico regular. A atuação do centro não se limitava ao atendimento em sua sede: equipes móveis percorriam bairros periféricos e áreas de difícil acesso, realizando coletas citológicas, palestras educativas e atividades de orientação sobre a saúde da mulher, numa estratégia de “busca ativa” que visava justamente alcançar aquelas que jamais haviam sido submetidas a exames preventivos. 
O serviço oferecido pelo Centro era gratuito e integrava assistência médica, exames laboratoriais e aconselhamento especializado. A ênfase na detecção precoce do câncer ginecológico e de mama fez da instituição um modelo inovador para os padrões brasileiros da época, sendo considerada a primeira no país a incorporar sistematicamente a prevenção como eixo central da política pública de saúde oncológica.

### Escola de Citopatologia
Com o crescimento da demanda por profissionais capacitados para atender às exigências dos serviços de citologia diagnóstica, surgiu, em 1968, uma nova e importante iniciativa: a criação da Escola de Citopatologia, vinculada ao próprio centro. O curso tinha como objetivo formar citotécnicos, profissionais especializados na análise microscópica de células, especialmente no rastreamento de lesões precursoras do câncer do colo do útero. Trata-se da primeira escola do Brasil — e da América Latina — dedicada exclusivamente à formação técnica em citopatologia, constituindo um marco no ensino técnico da saúde pública nacional.
A formação oferecida era eminentemente prática e rigorosa, com uma carga horária extensa e orientação voltada à qualidade e precisão dos diagnósticos. Os alunos da Escola eram treinados para identificar alterações celulares mínimas que pudessem indicar a presença de lesões pré-malignas, com foco na citologia cérvico-vaginal, mas também com conhecimentos em outras áreas como citologia de mama, urina e pulmão. A iniciativa não apenas supriu uma lacuna formativa urgente, mas também contribuiu de maneira decisiva para a consolidação da citopatologia como especialidade técnica no Brasil. A partir dos anos 1970, o modelo pedagógico da Escola de Citopatologia passou a ser replicado por outras instituições públicas e privadas de ensino técnico.

### Impacto, reconhecimento e legado
A atuação do Centro de Pesquisa Luiza Gomes de Lemos transcendeu as fronteiras institucionais da Fundação das Pioneiras Sociais. Ao oferecer um modelo integrado de prevenção, diagnóstico, educação em saúde e formação de recursos humanos, a instituição lançou as bases de uma abordagem mais abrangente da saúde feminina no país. Sua experiência inspirou, direta ou indiretamente, a formulação de políticas públicas estruturadas voltadas à saúde da mulher, como o Programa de Assistência Integral à Saúde da Mulher (PAISM), criado em 1983, e, posteriormente, o Programa Nacional de Controle do Câncer do Colo do Útero, ambos implementados pelo Ministério da Saúde.
Nos anos 1980, durante o processo de redemocratização e sob a influência do Movimento da Reforma Sanitária, o modelo assistencial da Fundação das Pioneiras Sociais e, em particular, do Centro de Pesquisa Luiza Gomes de Lemos, foi reconhecido como exemplo de política pública de saúde preventiva. Com o fortalecimento do Sistema Único de Saúde (SUS) a partir da Constituição Federal de 1988, várias das práticas adotadas pela instituição passaram a ser incorporadas como diretrizes nacionais.
Em 1992, o Centro foi oficialmente incorporado à estrutura do Instituto Nacional de Câncer (INCA), assegurando a continuidade de suas atividades dentro da estrutura pública federal. Sua herança institucional segue presente nos serviços de rastreamento populacional, na formação de técnicos em citologia e na produção de conhecimento científico voltado à oncologia preventiva.
Em 2013, o INCA publicou o informativo Vigilância do Câncer, no qual apontava um declínio no número de casos de câncer de colo do útero no Brasil, após décadas de estabilidade, resultado direto das ações de controle iniciadas desde a década de 1950. O câncer do colo uterino, embora ainda seja o terceiro mais incidente entre mulheres no país, passou a ter melhores taxas de controle, especialmente nas regiões onde os programas de rastreamento se consolidaram. O relatório destacou explicitamente o papel pioneiro da Fundação das Pioneiras Sociais e de seu Centro de Pesquisa como responsáveis por iniciar no Brasil uma cultura institucional de prevenção ginecológica, hoje disseminada em todo o território nacional.

## Centro de Reabilitação Sarah Kubitschek
A Fundação das Pioneiras Sociais consolidou sua atuação no campo da saúde pública brasileira ao inaugurar, em 21 de abril de 1960, uma das suas obras mais emblemáticas: o Centro de Reabilitação Sarah Kubitschek, instalado na recém-inaugurada capital federal, Brasília. Dedicado inicialmente à recuperação motora e à reabilitação física, o centro representava um avanço significativo na assistência especializada a pessoas com deficiências motoras e problemas do aparelho locomotor, em uma época em que esse tipo de atendimento era extremamente limitado no país.
A motivação pessoal por trás da criação do centro veio da experiência da própria Sarah Kubitschek enquanto mãe. Sua filha, Márcia Kubitschek, sofria de problemas de coluna que exigiram cuidados prolongados e específicos. A partir dessa vivência, Sarah idealizou um espaço que pudesse oferecer à população os mesmos tipos de cuidado e atenção que buscou para sua filha, com foco na reabilitação funcional e na recuperação da qualidade de vida de pacientes com limitações físicas.
O projeto arquitetônico do edifício original foi elaborado por Glauco Campello. A estrutura inicial consistia em um prédio modesto de dois andares, concebido como uma unidade de apoio da Fundação das Pioneiras Sociais. Nesse estágio inicial, não havia pretensões de transformá-lo em um hospital de referência nacional. Com o tempo, no entanto, o centro passou a ser carinhosamente conhecido como “Sarinha”, e viria a se tornar a semente da futura Rede Sarah de Hospitais de Reabilitação.

### Expansão e profissionalização
A virada institucional começou em 1968, com a chegada do médico Aloysio Campos da Paz Júnior, convidado para assumir a direção do centro. Formado em medicina pela Universidade Federal do Rio de Janeiro, Aloysio acabara de retornar de um treinamento em reabilitação funcional em Oxford, Inglaterra, onde teve contato com novas abordagens terapêuticas e conceitos modernos de reabilitação interdisciplinar. Ao assumir o Centro Sarah Kubitschek, Campos da Paz imprimiu uma nova visão à instituição, apostando na integração entre medicina, pesquisa, ensino e atendimento humanizado.
Foi nesse contexto que nasceram as primeiras ideias para a criação de um modelo institucional inovador, com foco na excelência do cuidado, na dedicação exclusiva dos profissionais e na autonomia de gestão. Campos da Paz também instituiu o Conselho Comunitário, um braço de apoio político e social ao projeto, que mais tarde desempenharia papel importante na articulação com o governo federal e na consolidação da Rede Sarah.
Em 1969, o centro passou por uma ampliação significativa, sendo adaptado para funcionar como hospital cirúrgico especializado em reabilitação, atendendo pacientes do Distrito Federal e de outros estados, consolidando-se como um polo nacional em recuperação motora.

### A consolidação de um projeto nacional
Durante a década de 1970, mais precisamente na segunda metade do decênio, delineou-se o projeto que viria a transformar o centro em um hospital de referência nacional. Em 1976, o novo plano institucional foi oficialmente aprovado pela Secretaria de Planejamento da Presidência da República e pelo Ministério da Saúde. O projeto previa a ampliação da atuação do centro em três frentes principais:
1. Atendimento ambulatorial e hospitalar especializado na área da medicina do aparelho locomotor;
2. Formação de recursos humanos, com programas de residência médica, cursos técnicos e capacitação contínua;
3. Desenvolvimento de técnicas, metodologias e tecnologias aplicadas à reabilitação, promovendo pesquisa aplicada e inovação clínica.

Nesse mesmo período, Campos da Paz convidou o renomado arquiteto João Filgueiras Lima, conhecido como Lelé, para conceber a nova sede do hospital. Lelé elaborou um projeto arquitetônico arrojado, voltado para a funcionalidade e humanização dos espaços hospitalares, com soluções técnicas inovadoras voltadas ao conforto e bem-estar dos pacientes e à eficiência no atendimento.

### Inauguração e modelo de gestão inovador
Em 1977, iniciou-se a formação de um corpo técnico que refletisse os ideais institucionais do Sarah. Uma das grandes inovações implantadas foi o regime de dedicação exclusiva dos profissionais. Ao contrário do modelo tradicional, no qual médicos e profissionais de saúde dividem seu tempo entre o setor público e o setor privado (dupla militância), a rede Sarah adotou um sistema no qual o trabalho é integralmente voltado à instituição, eliminando possíveis conflitos de interesse e favorecendo a continuidade do cuidado.
Essa estrutura permitiu o desenvolvimento de uma cultura organizacional sólida, comprometida com a excelência, a ética e a pesquisa em saúde, o que viria a ser uma das marcas registradas da Rede Sarah.
A nova sede do Centro de Reabilitação Sarah Kubitschek foi inaugurada solenemente em 12 de setembro de 1980, pelo então presidente da República, João Figueiredo, em cerimônia que marcou o reconhecimento nacional da importância do projeto. A estrutura, moderna e ampla, oferecia serviços completos em fisioterapia, ortopedia, neurologia, terapia ocupacional e reabilitação pediátrica, entre outras especialidades.

### Legado e continuidade
Desde sua inauguração, o Hospital Sarah Kubitschek de Brasília tornou-se o núcleo central da Rede Sarah de Hospitais de Reabilitação, hoje considerada uma das maiores e mais respeitadas instituições públicas de reabilitação física da América Latina. Seu modelo de gestão, baseado na autonomia administrativa, dedicação exclusiva e foco na excelência técnico-científica, tornou-se referência para outras instituições públicas de saúde.
A Rede Sarah, inspirada na obra original da Fundação das Pioneiras Sociais, expandiu-se nas décadas seguintes para diversas capitais brasileiras, como Salvador, Fortaleza, Belo Horizonte, São Luís, Belém e Rio de Janeiro, mantendo a mesma filosofia de trabalho.

O Centro de Reabilitação Sarah Kubitschek representa, ainda hoje, o ápice da visão de Sarah Kubitschek quanto à promoção da dignidade humana por meio da saúde. O projeto, iniciado por razões profundamente pessoais, foi transformado em um modelo institucional de excelência, contribuindo decisivamente para a consolidação do Brasil como referência em reabilitação física no cenário mundial.